# Susumu Chiba
Susumu Chiba (千葉 進歩 Chiba Susumu) es un seiyū japonés nacido el 13 de septiembre de 1970 en Yokohama, Prefectura de Kanagawa. Ha participado en series como Ayashi no Ceres, Cutey Honey Flash, Hikaru no Go y Hōshin Engi, entre otras.

## Roles interpretados

### Series de Anime
- 07 Ghost como Castor
- Aldnoah.Zero como Marylcian
- Angelic Layer como Tomo
- Arslan Senki (2015) como Gadevi (eps 14-18)
- Astroboy (2003) como Shibugaki
- Ayashi no Ceres como Aki Mikage (Shizo)
- Baccano! como Huey Laforet
- Beyblade Metal Fury como Aguma
- Black Cat como Emilio Lowe y Preta Ghoul
- Bleach como Ichinose Maki, Jibakurai y Kusajishi no Bull (Hirasago Daiji)
- Bōken Ō Beet como Cruz
- Burst Angel como Hayao Ichimonji
- Busō Renkin como Jinnai
- Cardfight!! Vanguard: Link Joker Hen como el Presidente Tatewaki Naitō
- Chiisana Kyojin Microman como Gel
- Cutey Honey Flash como Seiji Hayami
- Cyborg 009 como Said
- Danball Senki como Ryū Daikōji
- Dance in the Vampire Bund como Ryouhei Kuze
- Dear Boys como Yuito Hoshina
- Demon Lord Dante como Ryo Utsugi
- Detective Conan como Hiroshi Torimitsu, el Oficial Tamiya y Yoshihiko Kido
- Digimon Adventure como Susumu Yagami
- Digimon Savers como RhodoKnightmon
- Digimon Tamers como Mitsuo Yamaki
- F-Zero: GP Legend como Bibiribitchi
- Full Metal Panic! como Takuma Kugayama
- Gantz como Inamori
- Genshiken como Takashi
- Gintama como Isao Kondō
- Gundam SEED Destiny como Amagi
- HeartCatch PreCure! como Obata
- Heat Guy J como Romeo Bisconti
- Hikaru no Go como Fujiwara no Sai y el padre de Hikaru Shindō
- Hōshin Engi como Yōzen
- Idolish 7 como Otoharu Takanashi (Kotonashi Agency)
- Immortal Grand Prix (2005) como Frank Bullitt
- InuYasha como Gozu
- Jigoku Shōjo como Yoshiki Fukuzawa
- Jigoku Shōjo: Mitsuganae como Kamisaka Rokurou
- Junjō Romantica II como Tsumori
- Jyū Ō Sei como Yadou
- Kaikan Phrase como Towa
- Kakumeiki Valvrave como el padre de Iori Kitagawa
- Kaleido Star como Yuri Killian
- Kamikaze Kaitō Jeanne como Chiaki Nagoya/Kaitou Sinbad
- Karakurizōshi Ayatsuri Sakon como Hisashi Sugiyama
- Keroro Gunsō como Shachō Ōhashi
- Kiddy Grade como Yusef
- Kindaichi Shounen no Jikenbo como Rokuhara Kazuma
- Kirarin Revolution como el Director Muranishi
- Kokoro Library como Jordi San
- Kotetsushin Jeeg como Kyou Misumi
- Kurogane no Linebarrels como Masaki Sugawara
- Kyōkai Senjō no Horizon II como John Hawkins
- Kyūketsuhime como Toshihiro
- La Ley de Ueki como Kilnorton
- Majin Tantei Nōgami Neuro como Charango Kuwabatake
- MÄR como Rolan
- MegaMan NT Warrior como Arashi Kazefuki
- MM! como Yoshioka
- Naruto como Kidomaru de la Puerta del Este
- Naruto Shippūden como Kidomaru de la Puerta del Este y Sabiru
- NieA 7 como Geronimo Hongo
- Nijū-Mensō no Musume como Hans
- Offside como Ota
- Phantom: Requiem for the Phantom como Raymond McGuire
- Pokémon como Shingo y Wataru/Lance
- Pokémon: Generación Avanzada como Iwashimizu y Wataru/Lance
- Popotan como MC
- Pretty Rhythm: Aurora Dream como Jun Takigawa
- Pretty Rhythm: Dear My Future como Jun Takigawa y Vivvy
- Pretty Rhythm: Rainbow Live como Ryūnosuke Ayase
- The Candidate for Goddess como Hiead Gner
- Sacred Seven como el padre de Ruri
- Saiunkoku Monogatari como Sai Shou
- Saiyuki como Yousui
- Samurai Deeper Kyo como Jyukamen y Nobuyuki Sanada
- School Rumble como Masahiro Kōzu
- Sekirei ~Pure Engagement~ como Takehito Asama
- Seikai no Senki (1 y 2) como Kufadis
- Seikon no Qwaser como Yūri Noda
- Seraphim Call como Shuuichi
- Shaman King como "Blue Chateau", Khafre Puljiz, Pino y Zinc
- Shikabane Hime: Aka como Mitsuyoshi
- Shingeki no Kyojin como Erd Gin
- Shinkyoku Sōkai Polyphonica como Elberio
- Sousei No Aquarion como Baron
- Steel Angel Kurumi 2 como Yutaka Kizuki
- Suki na Mono wa Suki Dakara Shōganai! como Matsuri Honjou
- Suki-tte ii na yo como el padre de Mei Tachibana
- Superior Defender Gundam Force como Bakunetsumaru y Ninja Gundam
- Tantei Gakuen Q como Gouda Kyousuke y Murasame Shion
- Tantei Opera Milky Holmes como Rei Kamitsu
- Tegami Bachi como Hunt
- Tenchi Muyō! GXP como Rajau Ga Waura
- Tokyo Style como Fujita
- Toriko como Sakura y Shuu
- Ultra Maniac como Hiroki Tsujiai
- Valkyria Chronicles como Welkin Gunther
- Vampire Knight como Takuma Ichijō
- Yoake Mae yori Ruriiro na: Crescent Love como Tatsuya Asagiri
- Yu-Gi-Oh! ZEXAL II como Mach
- Yugo el negociador como Reiichi Kogure
- Zatch Bell! como Gyaron y Rodyuu/Rodeaux
- Zoids: New Century Zero como Leon Toros y Sebastian

### OVAs
- Ai Shimai como Taketo Nogawa
- Angel Sanctuary como Rosiel
- Cosplay Complex como Gorou Yorozuyo
- Futari Ecchi como Gorou
- Gintama como Isao Kondō
- Halo Legends: The Babysitter como el Sargento Cortez
- Kaleido Star: La leyenda del Fénix, La Historia de Layla Hamilton como Yuri Killian
- Kaleido Star: Nuevas Alas, Magnífico Escenario como Yuri Killian
- Koe de Oshigoto! como Nagatoshi Hioki
- Labyrinth of Flames como Date no Shin
- Le Portrait de Petit Cossette como Naoki Katou
- Papa to Kiss in the Dark como Kazuki Hino
- Saint Seiya Hades Meikai-Hen como Lune de Balrog
- The Candidate for Goddess como Hiead Gner
- Ultra Maniac como Hiroki Tsujiai
- YU-NO: A girl who chants love at the bound of this world como Takuya Arima

### Películas
- Cutey Honey Flash como Seiji Hayami
- Digimon Tamers: Runaway Digimon Express como Mitsuo Yamaki
- Gintama: Shinyaku Benizakura-Hen como Isao Kondō
- Pokémon: El Destino de Deoxys como Typhlosion (en inglés) y Deoxys (1, Cristal Púrpura)

### CD Drama
- 07 Ghost como Castor
- Vampire Knight como Takuma Ichijō

### Videojuegos
- Dark Chronicle como Osmond y Crest
- Galaxy Angel II Eigō Kaiki no Toki como Tapio Ca
- Galaxy Angel II Mugen Kairō no Kagi como Tapio Ca
- Naruto: The Broken Bond como Kidomaru de la Puerta del Este
- Naruto: Ultimate Ninja 3 como Kidomaru de la Puerta del Este
- Naruto: Ultimate Ninja Storm como Kidomaru de la Puerta del Este
- Naruto Shippūden: Ultimate Ninja 4 como Kidomaru de la Puerta del Este
- Naruto Shippuden: Ultimate Ninja Storm Generations como Kidomaru de la Puerta del Este
- Nogizaka Haruka No Himitsu: cosplay Hajimemashita como Hayato Hasebe
- Odin Sphere como Oswald
- Pandora's Tower como Aeron (Ende)
- Super Smash Bros. Brawl como Wolf
- Tales of Legendia como Will Raynard
- Tales of the World: Radiant Mytology 3 como Will Raynard
- Tales of Xillia como Yulgens
- Tales of Xillia 2 como Yulgens
- Valkyria Chronicles como Welkin Gunther

### Doblaje
- Barbie y la magia de pegaso como Aidan
- Transformers: Armada como Jetfire y Rampage
- Transformers Cybertron como Noise Maze y Tim